# Бернхард I (герцог Саксен-Майнінгенський)
Бернхард I (нім. Bernhard I.), (10 вересня 1649 — 27 квітня 1706) — перший герцог Саксен-Майнінгенський у 1680—1706 роках, син герцога Саксен-Готського Ернста I та принцеси Саксен-Альтенбурзької Єлизавети Софії.

## Біографія

### Молоді роки
Народився 10 вересня 1649 року у Готі, за рік після закінчення Тридцятилітньої війни. Був дев'ятою дитиною та шостим сином в родині правлячого герцога Саксен-Готи Ернста I та його дружини Єлизавети Софії Саксен-Альтенбурзької. Мав старших братів, Йоганна Ернста, Фрідріха та Альбрехта, й сестер, Єлизавету Доротею, Софію та Йоганну. Інші діти померли в ранньому віці до його народження. Згодом сімейство поповнилося ще дев'ятьма молодшими дітьми, з яких вижили п'ятеро.
Мешкала сім'я у Готі. Від 1643 року тривало будівництво нової резиденції Фріденштайн. Основні роботи були завершені у 1654 році. До 1672 року йшло укріплення фортифікацій.
У грудні 1657 року герцогське сімейство вразила епідемія віспи. Старший син та дві доньки померли. Бернхард після цього став третім по старшинству з хлопчаків. У 1666 році разом із братом Альбрехтом відвідував Тюбінгенський університет.
У віці 22 років одружився із 23-річною принцесою Гессен-Дармштадтською Марією Ядвігою. Весілля пройшло 20 листопада 1671 року в Готі. У подружжя народилося семеро дітей. 
У березні 1675 року помер батько Бернхарда, залишивши Саксен-Готу всім синам разом. Спочатку герцоги вели спільний двір у замку Фріденштайн, однак вже наступного року почалися розмови про поділ земель. Бернхард в цей час переніс свою резиденцію до Іхтерсхаузену. Там він звів замок, який на честь дружини назвав Марієнбург.

### Герцог Саксен-Майнінгенський
У лютому 1680 року був підписаний договір про розподіл територій Саксен-Готського герцогства. Бернхард отримав амти Майнінген, Массфельд, Фасунген, Занд та Фрауенбрайтунген, а також Зальцунген, Альтенштайн та Лібенштайн. Нове герцогство отримало назву Саксен-Майнінген. 
У квітні 1680 року після народження молодшого сина померла Марія Ядвіга. За кілька тижнів двір переїхав до Майнінгену. Там Бернхард невдовзі почав будівництво нової резиденції.
За вісім місяців після смерті дружини, він узяв другий шлюб із 22-річною принцесою Брауншвейг-Вольфенбюттельською Єлизаветою Елеонорою. Вінчання відбулося 25 січня 1681 у замку Шенінгена. Єлизавету Елеонору описували як доброзичливу та привабливу жінку з гарною фігурою. У пари народилося п'ятеро спільних дітей:
Герцог був відомим покровителем мистецтв. Запрошував до Майнінгену штукатурів та скульпторів. Також заклав основи Герцогської бібліотеки. У 1692 році будівництво резиденції було завершено. На честь дружини Бернхард назвав замок Елізабетхенбург. Тоді ж він розпланував поблизу будівлі сад у стилі епохи Відродження. Від 1690 року в замку існував придворний оркестр. У 1702 році Бернхард призначив його головним диригентом та композитором Георга Каспара Шюрманна. У Лібенштайні, відомому своїми мінеральними водами, звів апартаменти для гостей містечка та накрив нещодавно збудований колодязь.
У 1699 році після смерті бездітного Альбрехта Саксен-Кобурзького, Бернхард та його брат Йоганн Ернст висунули претензії на його землі. Це призвело до багаторічної тяжби між ними.
Як і у його старших братів, витрати на двір та військові справи призвели до фінансової нестабільності в країні. У герцогстві були запроваджені нові податки. Для вирішення проблем із грішми, герцог вдався до алхімії, намагаючись знайти філософський камінь.
Помер у Майнінгені 27 квітня 1706 у віці 56 років. Був похований у замковій кірсі Майнінгену.

## Родина
Дружина —  Марія Ядвіга, принцеса Гессен-Дармштадтська
Діти:
- Ернст Людвіг (1672—1724) — герцог Саксен-Майнінгенський, був двічі одружений, мав п'ятеро дітей від першого шлюбу;
- Бернхард (1673—1694) — помер бездітним та неодруженим за життя батька;
- Йоганн Ернст (1674—1675) — помер немовлям;
- Марія Єлизавета (11 серпня—22 грудня 1676) — померла немовлям;
- Йоганн Георг (1677—1678) — помер немовлям;
- Фрідріх Вільгельм (1679—1746) — герцог Саксен-Майнінгенський, одружений не був, дітей не мав;
- Георг Вільгельм (1680—1699) — помер від віспи у віці 18 років бездітним та неодруженим.

Дружина — Єлизавета Елеонора, принцеса Брауншвейг-Вольфенбюттельська. 
Діти:
- Єлизавета Ернестіна (1681—1766) — настоятелька Гандерсгаймського монастиря у 1713—1766 роках;
- Елеонора Фредеріка (1683—1739) — черниця Гандерсгаймського монастиря;
- Антон Август (20 червня—7 грудня 1684) — прожив 5 місяців;
- Вільгельміна Луїза (1686—1753) — дружина герцога Вюртемберг-Бернштадту Карла, дітей не мала;
- Антон Ульріх (1687—1763) — герцог Саксен-Майнінгену у 1706—1763 роках, був двічі одруженим, мав вісімнадцятеро дітей.